# Palazzo Baronale (Carsoli)
Palazzo Baronale, noto anche come palazzo Savelli o palazzo Coletti dai nomi delle nobili famiglie feudatarie, è un edificio storico di Poggio Cinolfo, frazione di Carsoli (AQ), in Abruzzo. 

## Storia

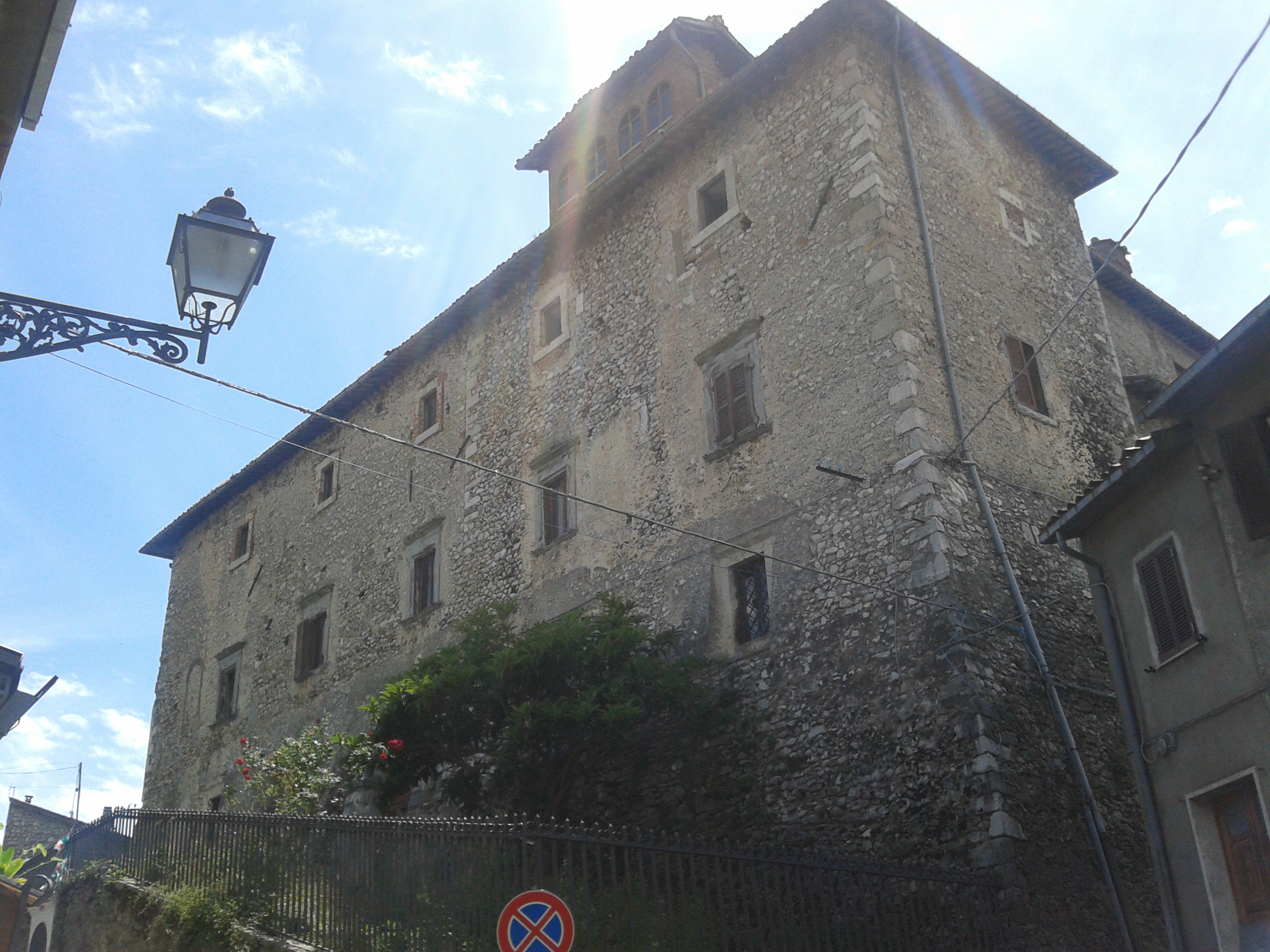
Il palazzo baronale

L'edificio, fatto costruire dai conti dei Marsi a cominciare dall'XI secolo, era originariamente un castello-recinto posto nel settore nord occidentale della contea dei Marsi. Fu uno dei possedimenti della famiglia Mareri entrata in possesso di alcuni feudi dell'Abruzzo Ultra e della contea di Carsoli nel corso del XII secolo. Nel 1297 appartenne alla famiglia Zambeccari, signori di Collalto Sabino.
Tra il XVI e il XVII secolo furono proprietari del castello poggetano i Savelli, feudatari della baronia di Collalto e di alcuni limitrofi territori della Marsica. L'edificio, nel contempo ampliato e adeguato a palazzo rinascimentale, fu ceduto al marchese Ferdinando Marcellini e nei primi anni del XVIII secolo alla consorte Lucretia Marcellini Marciani, che fece avviare i lavori di completamento della contigua chiesa di Santa Maria Assunta. Con la morte della contessa il palazzo passò nella disponibilità del regio demanio per mancanza di eredi.
Nella prima metà del Settecento, Carlo VI d'Asburgo sovrano del Regno di Napoli in cui ricadevano la baronia di Carsoli e il ducato di Tagliacozzo, lo donò al marchese Francesco Maria Ottieri, dal quale ereditò prima il figlio Lottario Innocenzo Alessandro Ottieri e in seguito Benedetto Orsini Ottieri. Il palazzo quindi tornò nuovamente sotto il regio demanio per mancanza di eredi.
Gli ultimi signori di Poggio Cinolfo furono gli esponenti di un ramo dei baroni Coletti che nel corso del Novecento con Antonietta, moglie di Di Rienzo di Scanno, vendettero il patrimonio residuo ad alcuni privati.

## Descrizione
Nel suo interno il piccolo cortile, creato nel XVII secolo in seguito ai lavori del definitivo ampliamento del palazzo nobiliare, è impreziosito da alcuni pilastri. Ci sono quattro piani, il seminterrato che veniva utilizzato per raccogliere l'acqua e per mantenere le derrate alimentari, il piano terra che ospitava cucine e servizi, il piano intermedio nobile e l'ultimo piano riservato della servitù. Dall'aspetto possente e vetusto si presenta ancora come una vera e propria residenza signorile.